# Henri Hyvernat

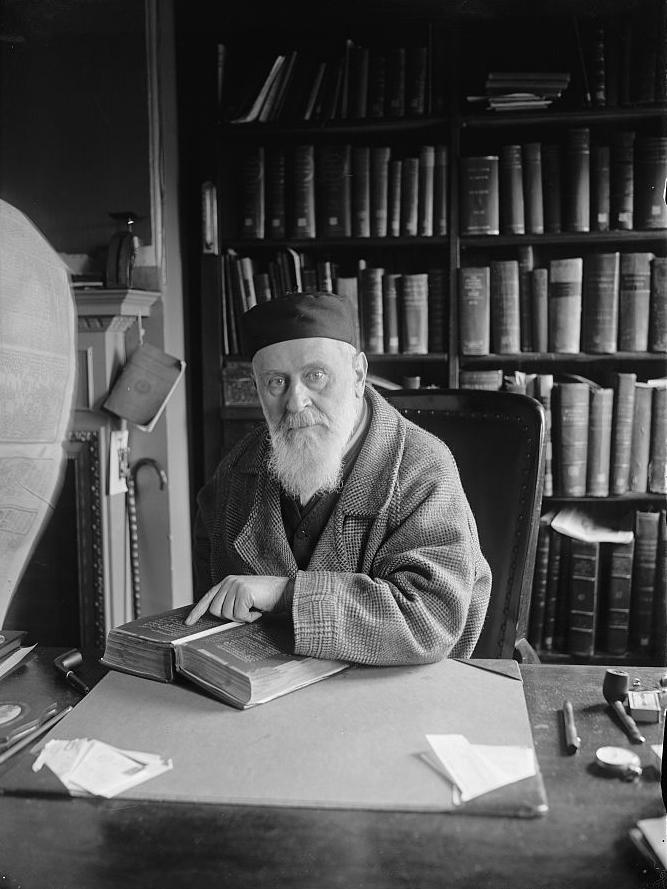
Henri Hyvernat

Henri Eugene Xavier Louis Hyvernat (* 30. Juni 1858 in Saint-Julien-en-Jarret, heute Teil von L’Horme, Département Loire; † 30. Mai 1941 in Washington) war ein franko-amerikanischer Koptologe, Semitist und Orientalist.

## Leben
Hyvnernat war das fünfte von neun Kindern von Claude und M. Leonide (geb. Meyrieux) Hyvernat. Sein Vater war Reporter bei der Gazette de Lyon. Nach dem Studium in Europa wurde Henri Hyvernat 1897 als erster Professor und Gründungsdirektor des Departments für Orientalische Studien an der Catholic University of America in Washington, D.C. berufen. In seiner Forschung interessierte er sich für spätantike, mittelalterliche und frühmoderne Geschichte des Christlichen Orients. Hyvernat sammelte viel Fachliteratur, welche heute die fundamentale Basis der Bibliothek des Departments für Semitische und Ägyptische Sprachen und Literatur und dem Institut für christlich-orientalische Forschung bildet. Sein Forschungsschwerpunkt über das Erbe der christlich-orientalischen Gemeinschaften ist in den USA einzigartig.
Hyvernats Arbeit war verbunden mit mehreren Entdeckungen von antiken christlichen Dokumenten in Ägypten im 20. Jahrhundert, unter anderem die Koptische Bibliothek im Kloster St. Michael, neben der heutigen Gebiet al-Hamūlī in dem Fayyum Gebiet in Ägypten. Diese Bibliothek hat etwa 50 Manuskripte aus dem 9. und 20. Jahrhundert. Im Jahre 1911 wurde diese Sammlung auf Bitten von Hyvernat von dem amerikanischen Bankier John Pierpont Morgan aufgekauft. Hyvernat hatte über 30 Jahre für das Studium und die Katalogisierung der Koptischen Bibliothek verwendet. Eine große Faksimile-Ausgabe, Bybliothecae Pierpont Morgan Codice photographice expressi 56 Bände in 63 Teilen, (Rom, 1922), welche unter der Leitung von Hyvernat herausgegeben wurde, ist noch heute eine wichtige Quelle für Koptologen.
1921 wurde Hyvernat in die American Academy of Arts and Sciences gewählt.

## Werke
- Album de paleographie copte, pour servir a l'introduction des actes des martyrs de l'Égypte. Leroux, Paris 1888.
- Les actes des martyrs de l'Égypte tirés des manuscrits Coptes de la Bibliothèque Vaticane et du Musée Borgia, avec introd. et commentaires par Henri Hyvernat. Leroux, Paris 1886.
- Acta martyrum, II: Additis indicibus totius operis. In: Corpus Scriptorum Christianorum Orientalium. Band 125, Peeters, Louvain 1950.